# Liste der Nummer-eins-Hits in Irland (1969)
Diese Liste enthält alle Nummer-eins-Hits in Irland im Jahr 1969. Es gab in diesem Jahr 21 Nummer-eins-Singles.
| Singles |
| --- |
| - The Scaffold – Lily the Pink - 3 Wochen (21. Dezember 1968 – 10. Januar 1969) - Real McCoy – Quick, Joey Small - 2 Wochen (11. Januar – 24. Januar) - Marmalade – Ob-La-Di, Ob-La-Da - 1 Woche (25. Januar – 31. Januar) - Seán Dunphy – Lonely Woods of Upton - 8 Wochen (1. Februar – 28. März) - Muriel Day – The Wages of Love - 1 Woche (29. März – 4. April) - Peter Sarstedt – Where Do You Go To (My Lovely) - 2 Wochen (5. April – 18. April) - Lulu – Boom Bang-a-Bang - 2 Wochen (19. April – 2. Mai) - Mary Hopkin – Goodbye - 1 Woche (3. Mai – 9. Mai) - The Beatles & Billy Preston – Get Back - 6 Wochen (10. Mai – 20. Juni) - The Beatles – The Ballad of John and Yoko - 4 Wochen (21. Juni – 18. Juli) - Elvis Presley – In the Ghetto - 4 Wochen (19. Juli – 15. August) - The Rolling Stones – Honky Tonk Women - 2 Wochen (16. August – 29. August) - Seán Dunphy – When The Fields Are White With Daisies - 1 Woche (30. August – 4. September) - Robin Gibb – Saved By The Bell - 2 Wochen (5. September – 18. September) - Zager & Evans – In the Year 2525 (Exordium & Terminus) - 3 Wochen (19. September – 2. Oktober) - The Bee Gees – Don't Forget to Remember - 1 Woche (3. Oktober – 9. Oktober, insgesamt 2 Wochen) - Creedence Clearwater Revival – Bad Moon Rising - 3 Wochen (10. Oktober – 16. Oktober) - The Bee Gees – Don't Forget to Remember - 1 Woche (17. Oktober – 23. Oktober, insgesamt 2 Wochen) - Bobbie Gentry – I'll Never Fall in Love Again - 2 Wochen (24. Oktober – 6. November) - Joe Dolan – Teresa - 1 Woche (7. November – 13. November) - The Archies – Sugar, Sugar - 6 Wochen (14. November – 25. Dezember) - Rolf Harris – Two Little Boys - 6 Wochen (26. Dezember 1969 – 5. Februar 1970) |

Siehe auch: Nummer-eins-Hits 1969 in  Australien, Belgien, Deutschland, Finnland, Frankreich, Italien, Japan, Kanada, Neuseeland, den Niederlanden, Norwegen, Österreich, der Schweiz, Spanien, den Vereinigten Staaten und im Vereinigten Königreich.